# Sydney Lawford
Sydney Turing Barlow Lawford (Royal Tunbridge Wells, 16 novembre 1865 – Los Angeles, 15 febbraio 1953) è stato un generale britannico.

## Biografia
Nato nel 1865, era l'ultimogenito del banchiere Thomas Acland Lawford e della moglie Janet Bruce. Suo fratello maggiore era il tennista Herbert Lawford. Ricevette come i fratelli un'ottima educazione, ma a differenza della carriera bancaria a cui furono destinati loro, il giovane scelse piuttosto di arruolarsi nell'esercito britannico.
Nel corso della sua carriera combatté da ufficiale nella seconda guerra boera, e in seguito nella prima guerra mondiale, quando raggiunse i più alti gradi militari. Faceva parte della British Expeditionary Force, che tentò di opporsi all'invasione tedesca del Belgio all'inizio del conflitto, e guidò personalmente i propri uomini nelle cariche contro il nemico durante la prima battaglia di Ypres, a cavallo e armato solo di bastone da passeggio. Per il suo valore sul campo fu promosso maggior generale, e guidò fino alla fine della guerra la 41ª Divisione di Fanteria britannica. Dai suoi uomini era soprannominato Swanky Syd ("Syd lo Sciccoso") perché aveva l'abitudine di vestirsi con la sua migliore uniforme e con tutte le medaglie guadagnate anche quando era sul campo di battaglia.
Dopo la guerra fu promosso tenente generale e mandato di stanza in India. Qui tuttavia la sua carriera militare ebbe una brusca fine quando intrattenne una relazione extraconiugale con May Aylen, moglie di un suo collega ufficiale; scoperta la tresca, i due dovettero divorziare dai rispettivi coniugi e sposarsi. Per sfuggire allo scandalo Lawford lasciò allora l'esercito e si trasferì con la famiglia negli Stati Uniti d'America; qui crebbe il figlio Peter Lawford, futuro attore che avrebbe sposato Patricia Kennedy, sorella del presidente John Fitzgerald Kennedy.
L'ex-generale Lawford visse a Los Angeles fino alla morte, avvenuta nel 1953.